# Verplaatsbare vangrail
Een verplaatsbare vangrail is een permanent hulpmiddel bij het regelen van autoverkeer.
Het is een beweegbare geleiderail die verkeersdeelnemers bij onderhoud of calamiteiten veilig naar een andere weghelft, rijstrook of tunnelbuis leidt. De mechanische constructie wordt  vanuit de verkeerscentrale of eventueel via een lokaal bedieningspaneel bediend. Het systeem bestaat uit modules van elk 6 meter met een totale lengte van maximaal 120 meter. De installatie werkt pneumatisch en/of elektrisch en is voorzien van een rimpelbuisobstakelbeveiliger die inschuift bij een aanrijding om schade te verminderen.

## Toepassingen
Het systeem regelt onder andere het verkeer van/naar de wisselbaan van de A1 bij Muiden en A9 nabij Knooppunt Diemen, de wisselbaan in de Tweede Coentunnel van de A10 en bij bijna alle andere verkeerstunnels in Nederland.

## Niet-permanente variant
Bij wegwerkzaamheden kan een - middels een speciaal daartoe uitgerust voertuig - tijdele verplaatsbare vangrails worden gebruikt, zoals in 2009 op de A1.